# Gustav Grüner
Gustav Grüner (* 7. Juni 1924 in Aš (Tschechoslowakei); † 20. Februar 1988 in Heidelberg) war ein deutscher Professor, der sich im Bereich der Berufspädagogik große Verdienste erwarb.

## Werdegang
Gustav Grüner besuchte ab 1939 die Staatsgewerbeschule, Abteilung Staatliche Ingenieurschule für Maschinenbau, in Eger. Am 13. September 1943 bestand er die Abschlussprüfung als Ingenieur der Fachrichtung Maschinenbau. Ab 1946 besuchte er das Staatliche Berufspädagogische Institut in Frankfurt am Main. Am 7. Mai 1947 legte er die Staatliche Prüfung für das Gewerbelehreramt ab. Danach schloss sich eine praktisch-pädagogische Ausbildung als Gewerbelehramtskandidat in der Kreisberufsschule Waldeck in Korbach an. Nach dem Bestehen der Anstellungsprüfung im Jahr 1949 unterrichtete er bis 1958 zunächst als Gewerbelehrer und schließlich als Gewerbeoberlehrer an der Kreisberufsschule Waldeck in Korbach. Zwischen 1952 und 1957 studierte Gustav Grüner in Marburg (nach der Erlangung der Ergänzungsreifeprüfung 1954 mit voller Immatrikulation). Im Dezember 1957 wurde er mit seiner Dissertation „Volkserzählung und Volkserzähler im Kreise Waldeck: Eine gegenwartsvolkskundliche Untersuchung anhand einer Sammlung von Tonbandaufnahmen“ zum Dr. phil. promoviert. 1958 wechselte Gustav Grüner zum Regierungspräsidium Kassel. Der nächste Karriereschritt erfolgte 1961 durch seine Ernennung zum Leiter des Berufspädagogischen Studienseminars Marburg. Diese Aufgabe nahm Gustav Grüner bis zu seiner Ernennung als Professor an der Technischen Hochschule Darmstadt am 30. März 1966 wahr. Im Jahr 1965 hatte er sich dort habilitiert.
Gustav Grüner war von 1966 bis 1988 ordentlicher Professor für Berufspädagogik an der Technischen Hochschule Darmstadt. Er fungierte als langjähriger Schriftleiter der im deutschen Sprachraum auflagenstärksten berufspädagogischen Fachzeitschrift „Die berufsbildende Schule“. Gustav Grüner entwickelte die von Dietrich Hering formulierten Ansätze zur „Didaktischen Reduktion“ weiter. In seiner Publikation „Die didaktische Reduktion als Kernstück der Didaktik“ gliederte er diese in die beiden Teilbereiche „vertikale“ und „horizontale didaktische Reduktion“.
1987 wurde Gustav Grüner anlässlich des 17. Deutschen Berufsschultages in Osnabrück mit der 1954 gestifteten Georg-Kerschensteiner-Plakette des „Bundesverbandes der Lehrer an beruflichen Schulen“ ausgezeichnet. Die Übergabe des an Gustav Grüner verliehenen Bundesverdienstkreuzes am Bande am 29. Januar 1988 nahm der Staatssekretär im Hessischen Ministerium für Wissenschaft und Kunst, Dr. Hermann Kleinstück, vor. Der hessische Staatssekretär stellte in seiner Ansprache fest, dass Grüner das unbestreitbare Verdienst habe, „das Studium für Berufspädagogik an der Technischen Hochschule Darmstadt initiiert, gestaltet und mit Energie bis heute vorrangig gefördert zu haben“ (th-pressedienst, 23. Februar 1988).

## Schriften
- Die Entwicklung der höheren technischen Fachschulen im deutschen Sprachgebiet : Ein Beitrag zur historischen und zur angewandten Berufspädagogik. Braunschweig: Westermann, 1967 (Habilitationsschrift).
- Georg, Walter (Hrsg.): Schule und Berufsausbildung. Gustav Grüner zum 60. Geburtstag. Bielefeld: Bertelsmann, 1984 (in dieser Festschrift findet sich eine ausführliche Biographie und ein Schriftenverzeichnis).